# Domino (Teksas)
Domino je gradić u američkoj saveznoj državi Teksas. Prema popisu stanovništva iz 2010. u njemu je živjelo 93 stanovnika.